# Manuel da Maia
Manuel da Maia (Lisboa, 5 de Agosto de 1677 (baptizado) — Lisboa, 17 de Setembro de 1768) foi um arquitecto e engenheiro português.

## Biografia
Manuel da Maia, que foi regente da Aula de Fortificação, onde teve o futuro rei D. José I como aluno, foi incumbido da realização de trabalhos de fortificação em Lisboa, Estremoz (1703), Beira (1704) e Abrantes (1704). Em 1747, participou da mesma forma, na reedificação do novo Hospital Termal da Rainha D. Leonor nas Caldas da Rainha com a  autoria do projecto de execução de Eugénio dos Santos, nesta altura ainda não reconhecido pelo seu trabalho.

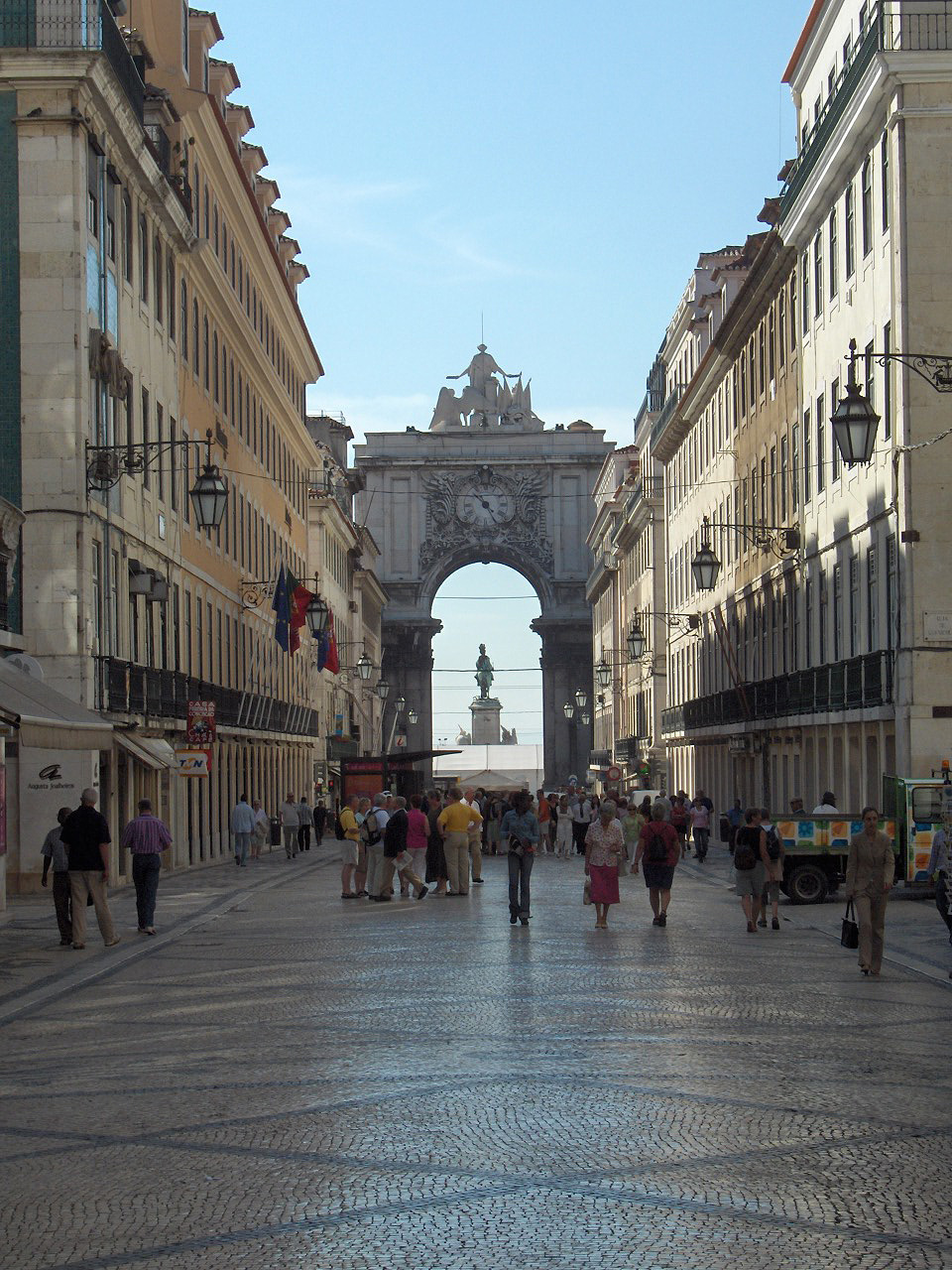
Baixa Pombalina: rua Augusta

Nomeado Engenheiro-Mor do Reino em 1754, esteve directamente envolvido e foi o responsável pela elaboração da planta da cidade de Lisboa e por alguns dos mais ambiciosos projectos de engenharia da sua época, como o Aqueduto das Águas Livres, em Lisboa.
Foi alvo de várias homenagens em vida, das quais se destaca o título de Fidalgo da Casa Real e de General.
Contudo, seria em Novembro de 1755, na altura com cerca de 80 anos, na sequência do Terramoto de Lisboa, que Manuel da Maia deixaria, talvez, o seu maior legado: a coordenação da reconstrução da cidade de Lisboa. Optando pela proposta do capitão de engenharia Eugénio dos Santos, é um dos responsáveis pela Baixa Pombalina tal como a conhecemos hoje.
Menos conhecido, mas igualmente de grande importância para a história de Portugal, foi o trabalho desenvolvido por Manuel da Maia enquanto 31.° Guarda-mor da Torre do Tombo, lugar que assumiu em 12 de Novembro de 1745 e até 1768, quando faleceu. Foi sepultado no Convento de São Pedro de Alcântara, no Bairro Alto.
O Museu da Água, em Lisboa, dedicado à história do abastecimento de água à cidade, homenageia Manuel da Maia.

## Arquivos da Torre do Tombo
Se hoje os arquivos da Torre do Tombo estão intactos muito se deve ao seu guarda-mor. Pouco depois das nove da manhã de 1 de Novembro de 1755, Lisboa sucumbiu ao terramoto e ao maremoto. Enquanto a população fugia apavorada das explosões e dos múltiplos incêndios, Manuel da Maia, deixou a sua casa a arder e correu até ao topo do Castelo de São Jorge, onde estavam as instalações do Arquivo Real.
Tinha 75 anos, mas esqueceu-se das dores da idade e enfrentou as chamas para retirar os documentos. A coragem serviu de exemplo a empregados e populares, que, sob o seu comando, acabaram por resgatar todo o recheio, um património acumulado de 1161 a 1696 na torre do castelo. Os quase 90 mil documentos originais, reunidos em 526 calhamaços, ficaram armazenados num barracão improvisado próximo do castelo.
A solução provisória corria o risco de se tornar definitiva à boa moda portuguesa. Foi a teimosia do engenheiro militar que acabou por ditar mais uma vez os destinos do arquivo. Deu cabo da paciência ao Marquês de Pombal com sucessivas cartas, advertindo para os perigos a que o seu tesouro estava exposto. E foi portanto pela sua insistência que o espólio passou poucos anos depois para o Convento de São Bento.
Consta o seu nome de rua em Queijas (Oeiras), Loures, no Seixal, em Portimão, nas Caldas da Rainha, em Sesimbra, Évora ou Amadora. Em Lisboa até lhe atribuíram uma avenida.